# Evangeline (film, 1911)
Cet article concerne le film de Hobart Bosworth. Pour le film de Raoul Walsh, voir Evangeline.
Pour plus de détails, voir Fiche technique et Distribution.
Evangeline est un film muet américain réalisé par Hobart Bosworth et sorti en 1911.

## Fiche technique
- Titre : Evangeline
- Réalisation : Hobart Bosworth
- Scénario : Hobart Bosworth, d'après le poème de Henry Wadsworth Longfellow
- Photographie :
- Montage :
- Producteur : William Selig
- Société de production : Selig Polyscope Company
- Société de distribution : General Film Company
- Pays de production : États-Unis
- Langue : film muet avec les intertitres en anglais
- Format : Noir et blanc — 35 mm — 1,33:1 — Muet
- Genre :
- Métrage :
- Durée :
- Dates de sortie :
  - États-Unis : 18 décembre 1911

## Distribution
- Viola Barry : Evangeline
- Hobart Bosworth : Gabriel
- J. Barney Sherry
- Herbert Rawlinson
- Frank Clark
- Frank Richardson
- Tom Santschi